# Juan Antonio de la Corte y Ruano

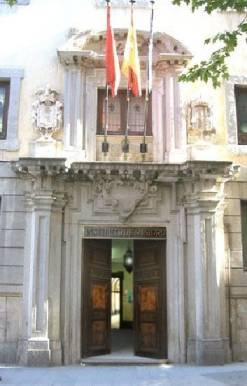
Entrada del Instituto San Isidro de Madrid, del que fue director en 1861-65 y 1867-68.

Juan Antonio de la Corte y Ruano, marqués de la Corte, fue un catedrático español de Psicología, Lógica y Ética que vivió en el siglo XIX. Dirigió varios institutos en Córdoba y Madrid. 

## Familia
Hijo de Felipe de la Corte y de María del Carmen Ruano Calderón y hermano de Felipe de la Corte, gobernador de las islas Marianas (1855-66) y de Manuel de la Corte y Ruano, abogado, catedrático e historiador.

## Etapa docente
Como director del Instituto Provincial de Córdoba y Colegio de la Asunción, hoy llamado IES "Luis de Góngora", propuso en 1858 una serie de mejoras y un ambicioso proyecto de ampliación del edificio. Puso todo su empeño en sacar adelante esta iniciativa, recabando las ayudas oficiales y de los antiguos alumnos, pero su traslado a Madrid hizo que el proyecto fuese reconducido para hacerlo realizable a más corto plazo.
Dirigió el Instituto San Isidro de Madrid en 1861-65 y en 1867-68.

## Distinciones y otras colaboraciones
Fue nombrado Caballero del Hábito de la Orden de Santiago, Maestrante de la Real de Ronda y auditor honorario de Marina. Académico de mérito y de número de varias corporaciones científicas de España y ultramar, como el Ateneo Científico de Madrid o la Sociedad Económica de Amigos del País de Madrid.
Redactor de la Revista científica y literaria de Castilla. Colaborador del Semanario Pintoresco Español, una revista de la época, en la que escribía reseñas de viajes y libros, y comentarios generales.